# Lempansån
Lempansån är ett vattendrag i Sjundeå och Lojo i det finländska landskapet Nyland. Ån tillhör Sjundeå ås avrinningsområde och dess Natura 2000-område. Ån mynnar ut i Kyrkån. I ån lever bland annat uttrar och öringar.